# CHEER UP! THE SUMMER
「CHEER UP! THE SUMMER」（チア・アップ! ザ・サマー）は、2016年9月14日に発売された山下達郎通算49作目のシングル。

## 解説
配信限定リリースされた竹内まりやとのデュエット曲「Let It Be Me」を挟み、前作「光と君へのレクイエム」から約3年ぶりとなるリリースとなる本作は、2016年7月21日スタートの松嶋菜々子主演ドラマ『営業部長 吉良奈津子』への主題歌として書き下ろされた新曲。松嶋主演ドラマで山下が主題歌を担当するのは1996年4月期放送のNHK連続テレビ小説「ひまわり」に提供された「DREAMING GIRL」以来、約20年ぶりとなる。この曲は、2017年8月にリリースされたコンピレーション・アルバム『COME ALONG 3』に収録。後に、2022年リリースのアルバム『SOFTLY』にも収録された。
ドラマのタイアップの話があったのはツアー「PERFORMANCE 2015-2016」が終わった頃で、かなり急だったという。そして、当初はドラマのストーリーに合わせ、最初はもっと孤独感のあるようなアーバンな雰囲気の曲を書いたが、制作サイドからの“もっと明るい曲にしてほしい”という要望があり、リクエストに沿って明るめの曲に書き換えられた。しかし、あまり突き抜け過ぎるとドラマに合わない気がしたので、ドラマと解離しないように、少しだけ抑制を効かせたという。歌詞については「ドラマの主人公は40代。アラフォーやアラフィフになると、いろんな意味で若いころとはまた違った不安が出てきて、単純に人生を礼賛するスタンスはだんだんと失われていきます。今回の歌は、そういう世代への応援歌みたいなものだけど、だからといって、特に大上段なテーマがあるわけではないんですよ。不安を抱えている世代へのチアアップソングを目指しはしましたが、なるべく具体性のない歌詞にしたいと思ったんです」「もともと言葉がメロディーに勝っているのが好きじゃないんです。抽象的な言葉が乗ると、音楽もそれにともなって、ある種のイリュージョンが起こる。今回は非常に洋楽的なメロディーなので、歌詞が具体的になるほど、どうしても違和感が出てしまう。好きな言葉の語感というのが昔からあって、いつもあまり変わらないんです。そこがちょっとでもズレるとすごく気持ちが悪い。なので、歌っていて気持ちのいい言葉を並べたいという。だから本当に抽象的で、何を歌っているというわけではない曲なんですよ」と話している。さらに山下は「<CHEER UP! THE SUMMER>は完全に80年代のリバーブの感じです。昔はよく使っていたやり方なんですけど、2000年代に入ってから、技術的な問題でこういうエコー感がなかなか出せなかった。今は他でもこういうリバーブはなかなかないと思うんだけど、昔の感じを出せるノウハウがようやくついてきたのでね。このリバーブを入れることで、あの頃のサウンドに近付くんです。それがどう受け止められるかはわからないけど、“山下達郎の夏が感じられる曲にしてほしい”というオーダーを受けて今の僕がやるとこういう感じになるっていう。さすがにもう、<RIDE ON TIME>を作った時の27歳ではないですから。27歳の時に作った夏の歌は今でも歌えるけど、同じものはもう作れない。となると、“60代の夏の歌って一体どういうものなんだろう”って思う。そう考えていくと、行き着くところは音のなかのイリュージョンなんですよ」とし、「僕の音楽は、基本的なコンセプトがイリュージョンですから。実際の海って、そんなにキレイなわけじゃないでしょ。イメージのなかにある、静謐でキレイな海を体験したかったら、海外のプライベートビーチにでも行くしかない。でも、普通の人にはそんなところに行く余裕も時間もないですから。そこに今も僕の初期衝動があるんです。四畳半で二人で暮らしている歌を作りたいと思ったことはまったくなくて。夢・幻の歌、フィクションというより妄想ですね。そういう意味で、<CHEER UP! THE SUMMER>の場合も、“心のなかの夏”を表現している。季節って、人生とリンクしている部分があるでしょ。僕の世代は、もう人生の夕方に近い。でも、まだまだ自分の人生にしがみつく想いもある。だからこそ、“僕らの夏は終わらない”。せめて歌の世界では、まだまだ輝かせておきたいなっていう考えです」と答えている。
カップリングには、フランキー・ヴァリが1967年に発表した「CAN'T TAKE MY EYES OFF YOU 〜君の瞳に恋してる」のカバーを、ツアー「PERFORMANCE 2015-2016」のライブ音源として収録。今回収録した理由を山下は「あくまでライブに来てくれた人へのサービス音源」とし、その経緯については「以前もシングルのカップリングにライブ音源を入れたことはありますが、ここまで早いスパンで音源化したのは初めてです。理由は簡単で、前回のツアーで一番評判がよかったから。僕はこれまでもずっと、自分の好きな曲のカバーをライブで演奏してきたけれど、ここまでウケたカバーはなかったんですよ。挙句、自分の曲より<CAN'T TAKE MY EYES OFF YOU>のほうが盛り上がったりして、だんだんシャクにさわってきた」と話している。また、実際に演奏した感想については「ある意味シャレでやった曲だけど、意外と色々難しかった。普段の僕のステージではあまりない光景なんだけど、サビの“I LOVE YOU BABY〜”の部分でお客さんを指差したら“キャ〜ッ”っていう声が起こったりする。こっちもおもしろいことに、歌い回しが毎回違う。お客さんの様子を見ながら無意識のうちに段取りを考えながら歌ってるから、どこで声を回すとかひっくり返すとか、その時の会場によって全然違う。サビ前の掛け声も違って、“Here We Go”もあれば“Let's Go”や“Keep On”、“Go On”と、いろんなパターンがあった。自分では毎回同じことを言ってるつもりだったんだけどね。今回、ライブテイクをシングルに入れるにあたり、録音していた音源を全部聞いたんだけど、それはおもしろかった。そのなかで一番良かった1月28日の大阪フェスティバルホールのテイクを採用しました」と答えている。

## リリース
「CHEER UP! THE SUMMER」の先行配信が8月18日より、iTunes Store、レコチョク、その他主要配信サイトにてスタート。iTunes Storeでは、シングル「CHEER UP! THE SUMMER」の予約注文も同日より開始され、予約をすると、その場で「CHEER UP! THE SUMMER」1曲がダウンロードされた。

## プロモーション、マーケティング
CDショップもしくはオンラインストアでの予約者に先着で特製うちわがプレゼントされたほか、封入応募特典として初回プレス分に封入された専用応募ハガキを送ると、抽選で300名に「CHEER UP! THE SUMMER」ミュージックビデオDVDがプレゼントされた。

## パッケージ、アートワーク
初回限定7インチジャケット仕様。今作のジャケットは、とり・みきによる“タツローくん”のイラスト。

## ミュージック・ビデオ
「CHEER UP! THE SUMMER」のミュージックビデオのショートバージョンが2016年9月14日から2016年10月13日23時59分まで、YouTubeにて期間限定公開された。ミュージックビデオは高校生活最後の試合に負けてしまった野球部主将と彼を応援し続けたチア部リーダーとの物語仕立てで、「CHEER UP! THE SUMMER」の歌詞の世界にインスパイアされた岡田文章監督の発案によるもの。応援する人、される人が敗戦を機に残された短い夏を取り戻すストーリー。全編を真夏の湘南ロケにて敢行。チアリーダーに扮するのはMV初出演となる阿部純子。阿部扮するチアリーダーと、試合に負けてうなだれながらユニフォームのまま、ひたすら街をゆく野球部員との絶妙な距離感が見ものの青春ものに仕上がっている。阿部は本作への出演について「私は本当に音楽が大好きなので、今回のお話しは本当に嬉しかったですし、それが、しかも初めてのミュージックビデオのお仕事が山下達郎さんのミュージックビデオということで私にとってサプライズプレゼントのような出来事でした」と語り、監督を務めた岡田文章は「達郎さんの楽曲と阿部さんの横顔で、いつかの『青春』を、堪能してください」とコメントしている。

## 収録曲
| - - ℗2016 TENDERBERRY & HARVEST INC. UNDER EXCLUSIVE LICENSE TO WARNER MUSIC JAPAN INC., - A WARNER MUSIC GROUP COMPANY. ©2016 WARNER MUSIC JAPAN INC. ALL RIGHTS RESERVED. UNAUTHORIZED - DUPLICATION IS A VIOLATION OF APPLICABLE LAWS. MADE IN JAPAN. |                                                                           |                       |       |
| # | タイトル                                                                  | 作詞・作曲            | 時間  |
| 1. | 「CHEER UP! THE SUMMER」(フジテレビ系ドラマ『営業部長 吉良奈津子』主題歌) | 山下達郎              | 4:19  |
| 2. | 「CAN'T TAKE MY EYES OFF YOU 〜君の瞳に恋してる (Live)」                  | Bob Crewe, Bob Gaudio | 4:24  |
| 3. | 「CHEER UP! THE SUMMER (Original Karaoke)」                               |                       | 4:15  |
| 合計時間: | 合計時間:                                                                 | 合計時間:             | 12:58 |

## クレジット

### CHEER UP! THE SUMMER
| Words & Music by 山下達郎 Strings Arranged by 牧戸太郎      |
|                                                             |
| - ©2016 by FUJIPACIFIC MUSIC INC. - & SMILE PUBLISHERS INC. |
|                                                             |

| 山下達郎 | : | - Computer Programming, - Drum Programming, Keyboards, - Electric Guitar, Ukulele, Bouzouki, - Glockenspiel, - Percusion & Backgound Vocals |

| 橋本茂昭 | : | - Computer Programming - & Synthesizer Operation |

| 今野均Strings : Strings |

### CAN'T TAKE MY EYES OFF YOU 〜君の瞳に恋してる (Live)
| Words & Music by Bob Crewe & Bob Gaudio                     |
|                                                             |
| ©SEASONS FOUR MUSIC / EMI LONGITUDE MUSIC                   |
| Recorded Live at フェスティバルホール（大阪） 2016年1月28日 |
|                                                             |
| 山下達郎 : Lead Vocal                                       |
| 小笠原拓海 : Drums                                          |
| 伊藤広規 : Electric Bass                                    |
| 佐橋佳幸 : Electric Guitar                                  |
| 難波弘之 : Acoustic Piano                                   |
| 柴田俊文 : Keyboards                                        |
| 宮里陽太 : Baritone Sax                                     |

### スタッフ
- Illustration by とり・みき
- Photo by 濵田志野

## リリース日一覧
| 地域 | タイトル                                                                    | リリース日    | レーベル                  | 規格                 | 品番       | 備考 |
| ---- | --------------------------------------------------------------------------- | ------------- | ------------------------- | -------------------- | ---------- | --- |
| 日本 | CHEER UP! THE SUMMER / CAN'T TAKE MY EYES OFF YOU 〜君の瞳に恋してる (Live) | 2016年9月14日 | MOON ⁄ WARNER MUSIC JAPAN | CD                   | WPCL-12426 | 初回限定7インチジャケット仕様。先着予約特典として特製うちわを提供。初回プレスのみ「CHEER UP! THE SUMMER」ミュージックビデオDVDプレゼント抽選応募ハガキ封入。 |
| 日本 | CHEER UP! THE SUMMER / CAN'T TAKE MY EYES OFF YOU 〜君の瞳に恋してる (Live) | 2016年8月18日 | MOON ⁄ WARNER MUSIC JAPAN | デジタルダウンロード | –          | 通常音質（「CHEER UP! THE SUMMER」のみ：AAC 128/320kbps）※先行配信                                                                                           |
| 日本 | CHEER UP! THE SUMMER / CAN'T TAKE MY EYES OFF YOU 〜君の瞳に恋してる (Live) | 2016年9月14日 | MOON ⁄ WARNER MUSIC JAPAN | デジタルダウンロード | –          | 通常音質（全3トラック：AAC 128/320kbps） |

## 収録アルバム

### CHEER UP! THE SUMMER
| タイトル     | リリース日    | レーベル                  | 規格 | 品番                           | 備考                                               |
| ------------ | ------------- | ------------------------- | ---- | ------------------------------ | -------------------------------------------------- |
| COME ALONG 3 | 2017年8月2日  | MOON ⁄ WARNER MUSIC JAPAN | CD   | WPCL-12690                     | コンピレーション・アルバム                         |
| SOFTLY       | 2022年6月22日 | MOON ⁄ WARNER MUSIC JAPAN | 2CD  | WPCL-13359/60【初回限定盤】    | 「CHEER UP! THE SUMMER」を新たなミックスにて収録。 |
| SOFTLY       | 2022年6月22日 | MOON ⁄ WARNER MUSIC JAPAN | CD   | WPCL-13361【通常盤】           | 「CHEER UP! THE SUMMER」を新たなミックスにて収録。 |
| SOFTLY       | 2022年6月22日 | MOON ⁄ WARNER MUSIC JAPAN | 2LP  | WPJL-10155/6【完全限定生産盤】 | 「CHEER UP! THE SUMMER」を新たなミックスにて収録。 |
| SOFTLY       | 2022年6月22日 | MOON ⁄ WARNER MUSIC JAPAN | CT   | WPTL-10004【完全生産限定】     | 「CHEER UP! THE SUMMER」を新たなミックスにて収録。 |